# Timang Rasa (Timang Gajah)
Timang Rasa is een bestuurslaag in het regentschap Bener Meriah van de provincie Atjeh, Indonesië. Timang Rasa telt 150 inwoners (volkstelling 2010).